# Нервы сосудов
Нервы сосудов (лат. nervi vasorum, nervi vascularorum), также называемые сосудодвигатели или вазомоторы - нервы, находящиеся в стенках кровеносных сосудов. Иннервируют гладкую мускулатуру, входящую в стенку сосуда. Имеются во всех сосудах большого круга кровообращения, кроме капилляров.
Нервные ветви, подходящие к сосудам, образуют на их поверхности диффузные периваскулярные сплетения. От этих сплетений отделяются безмякотные нервные волокна в перимускулярное сплетение, лежащее в глубоких слоях адвентиции, непосредственно на средней оболочке. От перимускулярного сплетения ответвляются волокна в интрамускулярное сплетение, заложенное в средней оболочке и оплетающее мускульные волокна.
Нервы сосудов делятся на два типа:
- Сосудосуживающие нервы (вазоконстрикторы). Их раздражение вызывает сужение (вазоконстрикцию) сосудов.
- Сосудорасширяющие нервы (вазодилататоры). Их раздражение вызывает расширение (вазодилатацию)сосудов.[3]

Сосудодвигательные нервы относятся к симпатической нервной системе. Нейромедиатором служит норадреналин, однако на его долю приходится лишь 20% всех катехоламинов, выделяемых в надпочечниках и симпатических окончаниях. Поэтому сосудосуживающий эффект норадреналина на фоне действия адреналина (на его долю приходится 80% катехоламинов) проявляется слабо. Конечный результат действия адреналина может быть как вазоконстрикторным, так и вазодилататорным, в зависимости от адренорецепторов гладких мышц сосудов и их чувствительности к адреналину.
Влияние катехоламинов на стенки сосудов разнонаправленное из-за наличия в мышцах сосудов двух видов адренорецепторов – α и β. Возбуждение α-адренорецепторов приводит к сокращению мускулатуры сосудов, и, как следствие - увеличению периферического сопротивления. Возбуждение же β-адренорецепторов – расслаблением гладких мышц сосудов и снижению периферического сопротивления. Норадреналин взаимодействует только с α-адренорецепторами, адреналин – и с α, и с β.
В большинстве кровеносных сосудов имеются оба типа рецепторов, но их количество соотношение разные. При преобладании в сосудах α-адренорецепторов адреналин вызывает их сужение, а при преобладании β-адренорецепторов – расширение. Кроме того, порог возбуждения β-адренорецепторов ниже, чем α-адренорецепторов. Поэтому в низких (физиологических) дозах адреналин вызывает расширение сосудов, а в высоких – сужение.